# Квестер, Дитер
Ди́тер Кве́стер (нем. Dieter Quester, 30 мая 1939, Вена) — австрийский автогонщик. Бо́льшую часть своих гонок провёл за рулём BMW, выступал за заводскую команду BMW с 1968 по 1988. Трёхкратный победитель 24 часов Спа, трёхкратный чемпион ETCC. Принимал участие в двух Гран-при Формулы-1, не набрал очков.

## Биография

### Ранние годы (1939—1967)
Дитер Квестер родился 30 мая 1939 в Вене. Первоначально он занимался гонками спортивных катеров и мотоциклетным спортом. В 1961 и 1962 Квестер принял участие в автомобильных гонках категории Гран-туризмо в Асперне, проводимых Австрийским автоспортивным клубом. В 1965 Квестер занял 5 место в гонке в Асперне категории Sports за рулём Porsche 718 RSK, а в 1966 пришёл третьим в гонке Европейского турингового чемпионата (ETCC) на этой трассе. Также в 1966 Дитер Квестер стал чемпионом Австрии по турингу за рулём BMW 1800. В 1967 Квестер одержал победу в Асперне в ETCC.

### Чемпионские титулы в ETCC и дебют в Формуле-1 (1968—1969)
В следующем сезоне, 1968, он присоединился к заводской автогоночной команде BMW и стал чемпионом ETCC, одержав 3 победы. Также Дитер Квестер выиграл внезачётные гонки в Майнце и Тироле. 

Квестер стал двукратным чемпионом ETCC в 1969. В этом сезоне он выиграл 6 часов Брэндс-Хэтч вместе с Хубертом Хане, начал выступать в Формуле-2. BMW заявилась на этап Формулы-1 — Гран-при Германии 1969 года. Однако пилот команды Герхард Миттер разбился насмерть в пятничной тренировке, и BMW снялась с Гран-при.

### Успехи в Формуле-2 и Европейском 2-литровом чемпионате (1970—1973)
В 1970 состоялся первый в истории Европейский Чемпионат спортивных автомобилей (Европейский 2-литровый чемпионат). Дитер Квестер принимал в нём участие за команду Abarth, и 24 мая он занял второе место в гонке в Зальцбургринге. 11 октября 1970 Квестер одержал свою первую победу в Формуле-2, выиграв за рулём BMW 270 гонку в Хоккенхайме. 

В 1971 Дитер продолжил выступления в Формуле-2 за March и пять раз занял 2 место за рулём машины с двигателем BMW. Кроме того, в 1971 Квестер вновь добивался успехов в ETCC, придя вторым в Монце и Брно и выиграв гонку в Зандворте. 

Дитер Квестер выиграл гонку Европейского 2-литрового чемпионата 1972 в Зальцбурге за рулём Chevron. На этой же машине он занял 2 место в Дижон-Пренуа. В общем зачёте серии Квестер стал 6-м, с 35 очками. В 1973 Дитер Квестер снова выступал за BMW. Он дважды пришёл в серии на подиум, после чего одержал в ней три победы. Вместе с Тойне Хеземансом Дитер выиграл 24 часа Спа впервые в своей карьере. Также на его счету победы в Зандворте и Поль-Рикаре. В Ле-Мане 1973 Квестер занял 11 место.

### Второй Гран-при в Формуле-1 (1974)
Дитер Квестер вернулся в Формулу-1 в 1974, приняв участие в Гран-при Австрии за рулём Surtees TS16. Стартовав 25-м, он занял девятое место. Квестер принял участие в нескольких гонках Формулы-2, но не добился успехов.

### Победы в гонках спортивных автомобилей (1975—1988)
После 1974, Дитер Квестер сконцентрировался на гонках спортивных автомобилей. Вплоть до 1988 года он ежегодно принимал участие в большом количестве гонок. Среди напарников Квестера были многие пилоты Формулы-1: Гуннар Нильссон, Ронни Петерсон, Витторио Брамбилла, Ханс-Йоахим Штук, Марк Зурер, Эмануэле Пирро, Кристиан Даннер и другие. 

С 1975 года началась серия крупных побед Квестера. В этом году он выиграл 6 часов Риверсайда, а в 1976 — 1000 километров Нюрбургринга и 6 часов Цельтвега. Все победы были одержаны за рулём BMW CSL. Также на счету Квестера второе место в Euro GT Salzburg 1975 на Porsche 911 Carrera, третье место в гонке 200 километров Зальцбурга 1976 на Osella. 

В 1977 Квестер в третий раз стал чемпионом ETCC, одержав пять побед на BMW 3.0 CSL. Австриец выиграл серию единолично. 

1978 год ознаменовался для Квестера третьими местами в гонке 6 часов Муджелло и 6 часов Уоткинс-Глен. В 1980 и Дитер выиграл очередную гонку ETCC на Зальцбургринге. 

В 1980-е годы Квестер добился блестящей серии крупных успехов в гонках на выносливость: он выигрывал 24 часа Спа (1986, 1988), 500 километров Монцы (1983), Донингтона (1987), Андерсторпа (1987). В 1983 Квестер стал трёхкратным чемпионом ETCC, в 1984 был вторым в 500 километрах Валлелунги. После своей третьей победы в Спа (1988) Квестер завершил выступления за BMW Motorsport.

### Дальнейшие выступления
После 1988 года Квестер продолжил выступления в гонках спорткаров. В 1990 он занял 2 место в гонке 24 часов Спа (напарники — Марк Дуэс и Кристиан Даннер). В 1996—1997 Квестер выступал в IMSA GT, американском чемпионате спортивных автомобилей.

## Таблица выступлений в автоспорте

### Формула-1
| Сезон | Entrant                            | Шасси        | Двигатель      | 1   | 2   | 3   | 4   | 5   | 6   | 7       | 8   | 9   | 10  | 11  | 12    | 13  | 14  | 15  | Место | Очки |
| ----- | ---------------------------------- | ------------ | -------------- | --- | --- | --- | --- | --- | --- | ------- | --- | --- | --- | --- | ----- | --- | --- | --- | ----- | ---- |
| 1969  | Bayerische Motoren Werke           | BMW 269      | BMW Straight-4 | ЮАР | ИСП | МОН | НИД | ФРА | ВЕЛ | ГЕР ОТК | ИТА | КАН | США | МЕК |       |     |     |     | -     | 0    |
| 1974  | Memphis International Team Surtees | Surtees TS16 | Cosworth V8    | АРГ | БРА | ЮАР | ИСП | БЕЛ | МОН | ШВЕ     | НИД | ФРА | ВЕЛ | ГЕР | АВТ 9 | ИТА | КАН | США | -     | 0    |